# سيكانيان
تعتبر واحدة من  الضواحي الحديثة لمدينة كركوك و التي تمت إعادة  تأسيسها بعد عملية حرية العراق عام 2003 و هي امتداد للقرية القديمة والتي تم تهجير اهلها من الاكراد عام 1963 من قبل الحكومات العراقية المتعاقبة , حاليا سكانها من الاكراد و المسيحيين